# Jana Tichá
Jana Tichá (née en 1965) est une astronome tchèque. Elle a découvert plusieurs de planètes mineures.

## Biographie
Depuis 1992, Jana Tichá est directrice de l'Observatoire astronomique et du planétarium à České Budějovice, en Tchéquie. Sous sa direction, le programme d'observation de planétoïdes et de comètes a été modernisé. Dans le cadre du projet dirigé par Tichá, un nouveau télescope, destiné au suivi d'astéroïdes proches de la Terre et d'autres planétoïdes et comètes à trajectoires insolites, a été installé à l'observatoire Kleť.
En 2000, Jana Tichá a été la première Tchèque à devenir membre de la commission pour la nomenclature des petits corps de l'Union astronomique internationale[réf. obsolète], qu'elle préside depuis 2003.
D'après le Centre des planètes mineures, elle a découvert 118 astéroïdes, dont cinq seule et les autres avec son mari (Miloš Tichý), entre 1995 et 2004.
L'astéroïde (5757) Tichá porte son nom.

## Astéroïdes découverts
| (7441) Láska             | 30 juillet 1995   | avec M. Tichý |
| (7493) Hirzo             | 24 octobre 1995   |               |
| (7608) Telegramia        | 22 octobre 1995   |               |
| (8307) Peltan            | 5 mars 1995       |               |
| (8572) Nijo              | 19 octobre 1996   | avec M. Tichý |
| (10234) Sixtygarden      | 27 décembre 1997  | avec M. Tichý |
| (10403) Marcelgrün       | 22 novembre 1997  | avec M. Tichý |
| (10872) Vaculík          | 12 octobre 1996   | avec M. Tichý |
| (11105) Puchnarová       | 24 octobre 1995   |               |
| (11128) Ostravia         | 3 novembre 1996   | avec M. Tichý |
| (11141) Jindrawalter     | 12 janvier 1997   | avec M. Tichý |
| (11144) Radiocommunicata | 2 février 1997    | avec M. Tichý |
| (11338) Schiele          | 13 octobre 1996   | avec M. Tichý |
| (12833) Kamenný Újezd    | 2 février 1997    | avec M. Tichý |
| (13229) Échion           | 2 novembre 1997   | avec M. Tichý |
| (13792) Kuščynskyj       | 7 novembre 1998   | avec M. Tichý |
| (14068) Hauserová        | 21 avril 1996     | avec M. Tichý |
| (14948) Bartuška         | 16 janvier 1996   | avec M. Tichý |
| (15399) Hudec            | 2 novembre 1997   | avec M. Tichý |
| (16083) Jorvik           | 12 octobre 1999   | avec M. Tichý |
| (16709) Auratian         | 29 septembre 1995 |               |
| (16742) Zink             | 21 juin 1996      | avec M. Tichý |
| (16794) Cucullia         | 2 février 1997    | avec M. Tichý |
| (18456) Mišík            | 8 mars 1995       | avec M. Tichý |
| (18841) Hruška           | 6 septembre 1999  | avec M. Tichý |
| (19384) Winton           | 6 février 1998    | avec M. Tichý |
| (20164) Janzajíc         | 9 novembre 1996   | avec M. Tichý |
| (21270) Otokar           | 19 juillet 1996   | avec M. Tichý |
| (21873) Jindřichůvhradec | 29 octobre 1999   | avec M. Tichý |
| (22442) Blaha            | 14 octobre 1996   | avec M. Tichý |
| (22450) Nové Hrady       | 3 novembre 1996   | avec M. Tichý |
| (25258) Nathaniel        | 7 novembre 1998   | avec M. Tichý |
| (26314) Škvorecký        | 16 octobre 1998   | avec M. Tichý |
| (26340) Evamarková       | 13 décembre 1998  | avec M. Tichý |
| (26969) Biver            | 20 septembre 1997 | avec M. Tichý |
| (27087) Tillmannmohr     | 24 octobre 1998   | avec M. Tichý |
| (28220) York             | 28 décembre 1998  | avec M. Tichý |
| (29477) Zdíkšíma         | 31 octobre 1997   | avec M. Tichý |
| (29738) Ivobudil         | 23 janvier 1999   | avec M. Tichý |
| (31232) Slavonice        | 1er février 1998  | avec M. Tichý |
| (31238) Kroměříž         | 21 février 1998   | avec M. Tichý |
| (33061) Václavmorava     | 2 novembre 1997   | avec M. Tichý |
| (35233) Krčín            | 26 mai 1995       | avec M. Tichý |
| (35269) Idéfix           | 21 août 1996      | avec M. Tichý |
| (35446) Stáňa            | 6 février 1998    | avec M. Tichý |
| (35977) Lexington        | 3 juillet 1999    | avec M. Tichý |
| (35978) Arlington        | 5 juillet 1999    | avec M. Tichý |
| (36035) Petrvok          | 6 août 1999       | avec M. Tichý |
| (37699) Santini-Aichl    | 13 janvier 1996   | avec M. Tichý |
| (37736) Jandl            | 15 novembre 1996  | avec M. Tichý |
| (38246) Palupín          | 14 août 1999      | avec M. Tichý |
| (40206) Lhenice          | 26 septembre 1998 | avec M. Tichý |
| (44597) Thoreau          | 6 août 1999       | avec M. Tichý |
| (46692) Taormina         | 2 février 1997    | avec M. Tichý |
| (44530) Horáková         | 25 décembre 1998  | avec M. Tichý |
| (47144) Faulkes          | 7 août 1999       | avec M. Tichý |
| (47294) Blanský les      | 28 novembre 1999  | avec M. Tichý |
| (48794) Stolzová         | 5 octobre 1997    | avec M. Tichý |
| (49698) Váchal           | 1er novembre 1999 | avec M. Tichý |
| (50413) Petrginz         | 27 février 2000   | avec M. Tichý |
| (52665) Brianmay         | 30 janvier 1998   | avec M. Tichý |
| (53093) La Orotava       | 28 décembre 1998  | avec M. Tichý |
| (55082) Xlendi           | 25 août 2001      | avec M. Tichý |
| (56329) Tarxien          | 28 novembre 1999  | avec M. Tichý |
| (56422) Mnajdra          | 2 avril 2000      | avec M. Tichý |
| (58607) Wenzel           | 19 octobre 1997   | avec M. Tichý |
| (58664) IYAMMIX          | 21 décembre 1997  | avec M. Tichý |
| (58682) Alenašolcová     | 10 janvier 1998   | avec M. Tichý |
| (59001) Senftenberg      | 26 septembre 1998 | avec M. Tichý |
| (59830) Reynek           | 10 septembre 1999 | avec M. Tichý |
| (61208) Stonařov         | 30 juillet 2000   | avec M. Tichý |
| (66934) Kálalová         | 26 novembre 1999  | avec M. Tichý |
| (70679) Urzidil          | 30 octobre 1999   | avec M. Tichý |
| (70936) Kámen            | 28 novembre 1999  | avec M. Tichý |
| (74024) Hrabě            | 23 avril 1998     | avec M. Tichý |
| (74370) Kolářjan         | 9 décembre 1998   | avec M. Tichý |
| (75223) Wupatki          | 28 novembre 1999  | avec M. Tichý |
| (76628) Kozí Hrádek      | 22 avril 2000     | avec M. Tichý |
| (79354) Brundibár        | 16 janvier 1997   | avec M. Tichý |
| (85389) Rosenauer        | 22 août 1996      | avec M. Tichý |
| (85516) Vaclík           | 2 novembre 1997   | avec M. Tichý |
| (85573) 1998 CE          | 1er février 1998  | avec M. Tichý |
| (85574) 1998 CG          | 1er février 1998  | avec M. Tichý |
| (87097) Lomaki           | 7 juin 2000       | avec M. Tichý |
| (91007) Ianfleming       | 30 janvier 1998   | avec M. Tichý |
| (100735) AlPomořanská    | 19 février 1998   | avec M. Tichý |
| (101721) Emanuelfritsch  | 13 mars 1999      | avec M. Tichý |
| (118214) Agnesediboemia  | 12 janvier 1996   | avec M. Tichý |
| (129595) Vand            | 2 novembre 1997   | avec M. Tichý |
| (133077) Jirsík          | 4 mai 2003        | avec M. Tichý |
| (136666) Seidel          | 17 septembre 1995 | avec M. Tichý |
| (152750) Brloh           | 21 janvier 1999   | avec M. Tichý |
| (171588) Náprstek        | 26 novembre 1999  | avec M. Tichý |
| (192439) Cílek           | 1er novembre 1997 | avec M. Tichý |
| (196298) 2003 FQ         | 22 mars 2003      | avec M. Tichý |
| (215606) 2003 SF36       | 17 septembre 2003 | avec M. Tichý |
| (223225) 2003 DW7        | 25 février 2003   | avec M. Tichý |
| (259308) 2003 FY1        | 23 mars 2003      | avec M. Tichý |
| (259309) 2003 FB2        | 23 mars 2003      | avec M. Tichý |
| (259384) 2003 JX10       | 4 mai 2003        | avec M. Tichý |
| (259481) 2003 SY200      | 25 septembre 2003 | avec M. Tichý |
| (298349) 2003 JW10       | 4 mai 2003        | avec M. Tichý |
| (307562) 2003 FX1        | 23 mars 2003      | avec M. Tichý |
| (382764) 2003 QP10       | 22 août 2003      | avec M. Tichý |
| (393568) 2003 JY10       | 4 mai 2003        | avec M. Tichý |
| (405207) 2003 KP18       | 24 mai 2003       | avec M. Tichý |
| (474470) 2003 SA201      | 25 septembre 2003 | avec M. Tichý |